# Settore immobiliare
Il settore immobiliare è quel settore del commercio che riguarda i beni immobili.
Il concetto si riferisce ai beni immobili derivanti dal sito naturale (terra), più i miglioramenti risultanti dal lavoro umano inclusi fabbricati, attrezzature e macchinari situati sul luogo, oltre a vari diritti di proprietà posti sugli stessi.

## Formazione e professioni
Nel settore si evidenziano principalmente sei categorie di figure professionali:
- professionisti tecnici (ingegneri, architetti, geometri, periti, agenti immobiliari);
- professionisti economici (esperti commerciali, fiscali, amministrativi, finanziari);
- operatori senza specifica abilitazione o formazione;
- imprese di gestione, valorizzazione, sviluppo, promozione, servizi, investimento immobiliare;
- portali immobiliari per la diffusione e la promozione degli annunci immobiliari sul web;
- giornali di annunci immobiliari.

Negli ultimi 10 anni, il settore immobiliare italiano ha subito una notevole trasformazione con provvedimenti legislativi che hanno favorito il processo di finanziarizzazione immobiliare, attraverso la nascita della finanza di progetto, dei fondi immobiliari e delle operazioni di cartolarizzazione. L'importanza che sta assumendo la gestione del settore immobiliare ha determinato per gli operatori del settore la necessità di mettere in campo capacità imprenditoriali e gestionali sempre più avanzate con la conseguente necessità che il mercato richiede figure professionali e strumenti di analisi più sofisticati.

## L'immobiliare pubblico
Con la nascita delle Agenzia del demanio e del territorio anche la pubblica amministrazione sta iniziando ad avere un ruolo importante nel settore immobiliare.
In tema di patrimonio immobiliare pubblico, con la legge finanziaria 2007 l'Italia si è dotata della concessione di lungo periodo (ossia fino a 50 anni), la cosiddetta concessione di valorizzazione o long lease anglosassone che permetterà di realizzare, anche grazie all'intervento di soggetti privati, progetti di valorizzazione sui beni dello Stato. Per fare un esempio: gli ex beni della Difesa, per lo più caserme, potranno essere opportunamente valorizzate ad usi diversi anche grazie all'introduzione di questa.